# Franz Peters (Künstler)
Franz Peters (* 1956 in Bergheim) ist ein deutscher Künstler und Lyriker.

## Leben und Werk
Nach dem Abitur studierte Franz Peters Kommunikationswissenschaften. Seit 1986 arbeitet er als freischaffender Künstler.
Das künstlerische Werk, in dem u. a. die Beziehung von Bild und Text eine dominierende Rolle spielt, wurde durch Einzel- und Gruppenausstellungen (u. a. in Bonn, Köln, Frechen, Hamburg, Pulheim, Trier) und Buchillustrationen (Max Dreyer, Axel Kutsch, Arthur Silbergleit, Martin A. Völker u. a. m.) über das Rheinland hinaus bekannt.
Wort und Bild ergänzen einander im künstlerischen Schaffen von Franz Peters, und so entstehen neben in erster Linie mono- und diachromen Bildern Gedichte, die in Lyrik-Anthologien wie Das große Buch der kleinen Gedichte. Deutschsprachige Kurzlyrik der Gegenwart (1998), Zeit.Wort. Deutsche Lyrik der Gegenwart (2003), Spurensicherung. Justiz- und Kriminalgedichte (2005) und Versnetze. Das große Buch der neuen deutschen Lyrik (2008) veröffentlicht wurden.
1993 wurde er mit dem Kultur-Förderpreis der SPD Erftkreis (heute Rhein-Erft-Kreis) ausgezeichnet.
2010 erschien im dreizwanzig verlag (Köln) das illustrierte Gedichtbuch Neben den Wegen kein Gehen.
Der Kölner Stadt-Anzeiger schrieb 2002: Franz Peters macht es seinem Publikum nicht einfach, weder mit seiner Lyrik noch mit seinen Bildern. Beide sind oft düster, aber von hohem ästhetischem Reiz. Von einer ausschließlich negativen Weltsicht aber mag der Künstler nichts wissen. Und tatsächlich blitzt oft eine Ironie, ein Humor auf, der versöhnt.
Franz Peters lebt in Olef im Nationalpark Eifel.

## Einzeltitel
- Neben den Wegen kein Gehen. Gedichte und Grafiken. dreizwanzig verlag, Köln 2010, ISBN    978-3-942165-16-7.
- Zen für Frösche. dreizwanzig verlag, Köln 2015, ISBN 978-3-942165-39-6.